# 高睿 (元朝)
高睿（1249年—1314年），河西唐兀人，元朝大臣，高智耀的儿子。
随高智耀出使西北。父亲去世后，年十六岁，授为符宝郎，出入宫禁，久之，转任唐兀卫指挥副使。历翰林待制、礼部侍郎，又提升为嘉兴路总管，江东道提刑按察使。镇压境内宣城附近起事之众。历任同佥行枢密院事、浙西道肃政廉访使、江南行台侍御史、江南行台御史中丞、淮东道肃政廉访使，按治盐官豪民，释放含冤平民数百人。官至南台御史中丞。去世后追封为宁国公，谥贞简。